# Atentados de Bali de 2002
Los atentados de Bali de 2002 tuvieron lugar el sábado 12 de octubre de 2002 en el distrito turístico de Kuta, en la isla indonesia de Bali. El ataque terrorista fue el acto más mortífero en la historia de Indonesia, con un total de 202 personas asesinadas, de las cuales 164 eran extranjeros y 38 ciudadanos indonesios. Además, 209 personas fueron heridas en los atentados.
El ataque involucró la detonación de tres bombas: un dispositivo montado en una mochila llevada por un terrorista suicida y un gran coche bomba que fueron detonados en o cerca de populares centros nocturnos en Kuta; y un tercer dispositivo mucho más pequeño que fue detonado fuera del consulado de Estados Unidos en Denpasar y que solo causó daños menores.
Varios miembros de Jemaah Islamiya, un grupo terrorista islámico, fueron sentenciados en relación con los atentados, incluyendo a tres individuos que fueron sentenciados a la pena de muerte. Abu Bakar Bashir, el supuesto líder espiritual de Jemaah Islamiyah, fue hallado culpable y sentenciado a dos años y medio de cárcel. Riduan Isamuddin, generalmente conocido como Hambali y el supuesto exlíder operaciones de Jemaah Islamiyah, se encuentra en custodia de los Estados Unidos en un lugar no revelado, y no ha sido acusado en relación con los atentados o a cualquier otro crimen. El 9 de noviembre de 2008, Iman Samudra, Amrozi Nurhasyim y Ali Ghufron fueron ejecutados por un batallón de fusilamiento en una prisión de la isla de Nusakambangan a las 00:15 hora local (17:15 GMT).

## El ataque
A las 23:05 (15:05 UTC) del sábado 12 de octubre de 2002, un atacante suicida al interior del centro nocturno Paddy's Pub detonó una bomba ubicada en su mochila, causando que muchos concurrentes, heridos o no, huyeran inmediatamente hacia el exterior. Quince segundos después, una segunda y mucho más poderosa bomba escondida en un camioneta blanca Mitsubishi fue detonada por otro atacante suicida en las afueras del Club Sari, localizado en frente del Paddy's Pub. La camioneta estaba también acondicionada para explosionar a control remoto en caso de que el segundo atacante cambiara de opinión repentinamente. Los daños a la zona residencial y comercial densamente poblada fueron enormes, con la destrucción de los edificios vecinos y la ruptura de ventanas a varias cuadras de distancia. La explosión del coche bomba dejó un cráter de un metro de profundidad.
El hospital local de Sanglah estaba mal equipado para hacer frente a la magnitud de la catástrofe y fue abrumado con el número de heridos, en particular, por las víctimas de quemaduras. Hubo tantas personas heridas por la explosión que algunos tuvieron que ser colocados en las piscinas de un hotel cercano al lugar de la explosión para aliviar el dolor de sus quemaduras. Muchos de los heridos fueron transportados a las, relativamente cercanas, ciudades de Darwin y Perth para el tratamiento de sus quemaduras por especialistas.
Una comparativamente pequeña bomba detonó fuera del consulado de los Estados Unidos en Denpasar, que se cree explotó poco antes de las dos bombas de Kuta. Esta bomba causó heridas leves a una persona y los daños a la propiedad fueron mínimos. Se informó que el explosivo fue empaquetado con excrementos humanos.
El número de muertos final fue de 202, la mayoría de los cuales eran turistas occidentales de vacaciones en sus 20 y 30 que estaban en o cerca del Paddy's Pub o del Club Sari; pero también muchos de ellos fueron indonesios que trabajaban o vivían cerca o que simplemente estaban de paso. Cientos de personas sufrieron terribles quemaduras y otras lesiones. El grupo más numeroso de fallecidos estuvo compuesto por vacacionistas de Australia, con 88 víctimas mortales.
Hubo muchos actos de heroísmo individual. Kossy Halemai, gerente de un hotel, fue objeto de elogios con la concesión de la Medalla de la Orden de Australia (OAM) en 2005. El equipo de Richard B. Poore y su esposa Gilana Poore, que organizaron una improvisada zona de triaje en el área de recepción del Hotel Bounty, fueron también honrados con una OAM en 2005 y 2006.
Tres cuerpos nunca fueron identificados y fueron cremados en Bali en septiembre de 2003.
Inicialmente, se pensó que la camioneta Mitsubishi L300 con los explosivos constaba de C-4, un explosivo plástico de grado militar que es difícil de obtener. Sin embargo, los investigadores descubrieron que la bomba se hizo a partir de clorato de potasio, polvo de aluminio y azufre. Para el atentado del Club Sari con la camioneta L300, los terroristas reunieron 12 archivadores de plástico llenos de explosivos. Cada armario contenía clorato de potasio, aluminio en polvo, mezcla de azufre con un refuerzo de Trinitrotolueno y todos fueron conectados por 150 metros de cuerdas detonantes llenas de pent. Noventa y cuatro detonadores eléctricos RDX fueron instalados con el TNT. El peso total de la furgoneta bomba fue 1,125 toneladas. Los daños producidos por la gran explosión a alta temperatura por esta mezcla fueron similares a los de una bomba termobárica, aunque es posible que los terroristas no lo hubiesen sabido.

## Sospechosos
La organización inmediatamente sospechosa de la responsabilidad por los atentados fue Jemaah Islamiya, un grupo islamista supuestamente dirigido por el clérigo radical Abu Bakar Bashir y que ha estado vinculada en muchos informes de noticias a la red de Al Qaeda.
Una semana después de los atentados, el canal árabe de televisión por satélite Al-Jazeera publicó un audio que supuestamente llevaba un mensaje de voz grabado de Osama bin Laden. En él, el líder de Al Qaeda dijo que los atentados de Bali fueron una represalia directa por el apoyo a la Guerra contra el terror de los Estados Unidos y por el papel de Australia en la liberación de Timor Oriental.
"Serán asesinados como ustedes asesinaron y serán bombardeados como ustedes bombardean... Esperen más que tendrán más sufrimiento."
El jefe de la policía indonesia, general Da'i Bachtiar, sostuvo que los atentados fueron el "peor acto de terrorismo en la historia de Indonesia." Otros ministros indonesios manifestaron su creencia de que las explosiones estaban relacionadas con Al Qaeda. Ahora se sabe que el número 2 de Al Qaeda, Aymán al-Zawahirí contactó con Jemaah Islamiyah en 2002 para pedirles que atacaran un "objetivo blando" en Indonesia. Abu Bakar Bashir, aunque oficialmente buscado en Singapur y Malasia, celebró una conferencia de prensa el 12 de octubre para negar toda participación. En una serie de declaraciones negó que los atentados hubieran sido perpetrados por indonesios y culpó a los Estados Unidos por la explosión de la bomba, alegando que no era posible para los indonesios construir un dispositivo de tal sofisticación.
Aris Munandar (aka Sheik Aris) es un asociado a Jemaah Islamiyah relacionado con Bashir que se cree asistió al atacante Amrozi en la adquisición de algunos de los explosivos utilizados en los atentados de Bali. La inteligencia filipina considera que Munandar está asociado con Mohammad Abdullah Sughayer, un saudí que supuestamente habría financiado al grupo Abu Sayyaf, afiliado a Al Qaeda, en el sur de Filipinas. Un informe realizado por la Sociedad Estadounidense-Indonesia describe el arresto de Amrozi y otros sospechosos:
El General Pastika ordenó a sus hombres hacer el arresto al inicio de la siguiente mañana. Amrozi estaba durmiendo en la parte trasera de la casa. Según el testimonio de Greg Barton, Amrozi no trató de escapar, en lugar de ello se riṕ, para luego exclamar: ''Ustedes son muy inteligentes, ¿cómo me encontraron?" El teléfono móvil de Amrozi, una importante pieza de evidencia, fue incautada durante su arresto. Se encontraron bolsas de ingredientes químicos en su taller y las muestras de suelo tomadas del exterior de su casa mostraban huellas de los principales productos químicos utilizados en la bomba del Club Sari. La policía encontró  recibos de la compra de los productos químicos utilizados para hacer las bombas, así como una lista de los gastos efectuados para fabricar las bombas. Además, la posterior pesquisa en la casa de Amrozi reveló copias de los discursos de Osama bin Laden, el líder de al-Qaeda, y de Abu Bakar Bashir, el clérigo indonesio musulmán radical que supuestamente lideraba Jemaah Islamiyah . Los discursos exhortaban a los oyentes a emprender la jihad. La policía también descubrió manuales de entrenamiento sobre técnicas de emboscada y numerosos artículos sobre la yihad. Bajo interrogatorio, Amrozi reveló los nombres de otros seis implicados en el atentado: Ali Imron, Imam Samudra, Dul Matin, Idris, Abdul Ghani y Umar Patek. Sin embargo, el teléfono móvil de Amrozi ha demostrado que era el verdadero culpable. Los investigadores indonesios pudieron recuperar una lista de las llamadas que había hecho inmediatamente antes, durante y después del bombardeo, así como los nombres y números telefónicos en la memoria del teléfono. Pastika mantuvo en secreto la detención de Amrozi durante dos días. Después de que esta se anunció, Polri hizo un seguimiento a la repentina afluencia de comunicaciones entre los números que figuraban en el teléfono de Amrozi antes de que las llamadas cesaran abruptamente. Los investigadores pudieron identificar la ubicación de varios de los teléfonos, lo que llevó a una serie de arrestos.
Las autoridades indonesias también creen que más sospechosos siguen en libertad. En 2005, la policía indonesia arrestó a otras 24 personas sospechosas de estar involucradas en los ataques de Bali y en un ataque de 2003 al Hotel Marriott en Yakarta.
El 12 de octubre de 2005, un reportaje en la serie de documentales "Dateline" de la emisora australiana Special Broadcasting Service denominado "Al interior de la Guerra contra el Terror de Indonesia" sostuvo que los militares indonesios o la policía podrían haber participado en la ejecución del ataque.
El 13 de junio de 2007 se informó que Abu Dujana, quien habría comandado una célula terrorista en Bali, fue capturado.
Poco después de la medianoche del 9 de noviembre de 2008, los tres condenados por llevar a cabo los atentados (Imam Samudra, Amrozi Nurhasyim, y Ali Ghufron) fueron ejecutados por un pelotón de fusilamiento.

## Filmografía
Este accidente fue presentado en el programa de televisión Segundos Catastróficos, titulado "Atentados en Bali", transmitido en National Geographic Channel.